# 1938 في لبنان
فيما يلي قوائم الأحداث التي وقعت خلال عام 1938 في لبنان.

## سياسة
- تشكيل حكومة خير الدين الأحدب الخامسة في 18 يناير.
- تشكيل حكومة خالد شهاب الأولى في 21 مارس.

## مواليد
- الاقتصادي مروان إسكندر.
- وليد غلمية في 14 أبريل.[1]
- إلياس حنا الرحباني في 23 يونيو.[2]
- جورج حاوي، ولد في 5 نوفمبر.

## وفيات
- ستيفن نعمة في 30 أغسطس.